# منتزه ساحة معركة نيوتاون الحكومي
منتزه ساحة معركة نيوتاون الحكومي، المعروف سابقًا باسم محمية نيوتاون باتلفيلد، مكاناً لمعركة نيوتاون التي صارعت في أغسطس 1779 خلال الحرب الثورية الأمريكية كانت المعركة الرئيسية الوحيده لبعثة سوليفان وهي هجوم مسلح بقيادة الجنرال جون سوليفان الذي امر به الكونغرس القاري بإنهاء تهديد الإيروكوا الذين وقفوا إلى جانب البريطانيين في الحرب الثورية الأمريكية. في المعركة هزم الإيروكوا بشكل قاسي حيث تتم إدارة جزء من ساحة المعركة اليوم على 372 أكر (1.51 كـم2) منتزه الدولة  ساحة المعركة بأكملها (حوالي 2,100 أكر (850 ها)) مجسماً تاريخيا وطنيا في عام 1965 

## الوصف والتاريخ

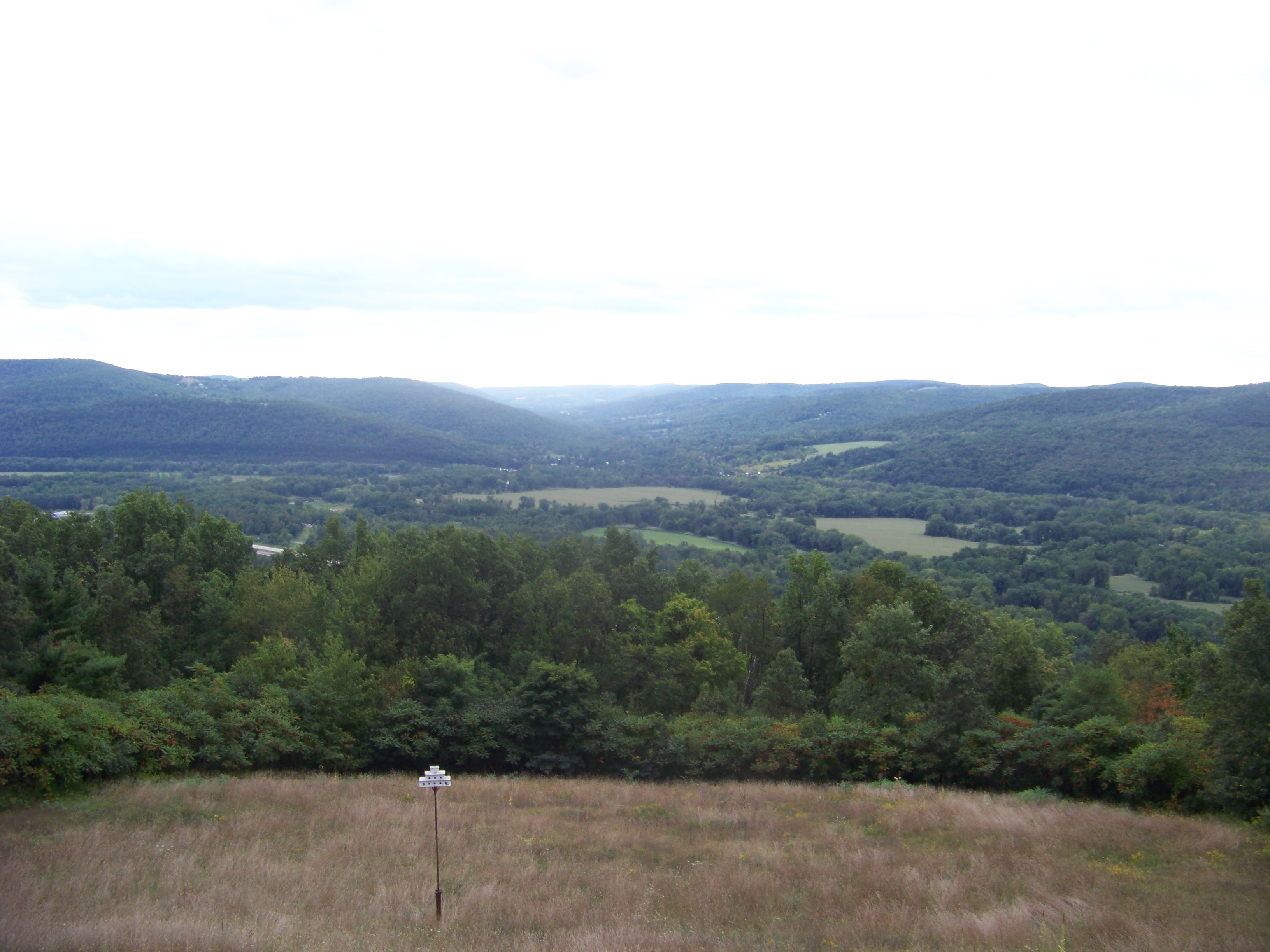
منظر من التل أسفل نصب نيوتاون باتلفيلد التذكاري

يقع نيوتاون باتفليد على طول الضفة الشرقيه لنهر تشامينق في غرب نيويورك جنوب شرق الميرا تركيزها الرئيسي هو سوليفان هيل 1,400 قدم (430 م) تل مشجر تم تحصينه من قبل الإيروكوا في محاوله لنصب كمين لعمود سوليفان كان على المسار الرئيسي الذي تتبعه قوات سوليفان المرور بالقرب من منحدر التل شديد الانحدار والذي كان على بعد 1,000 قدم (300 م) من النهر. اكتشفت قوات سوليفان المتقدمة أعمال الإيروكوا واقام سوليفان مدفعيته على ارتفاع إلى الجنوب حيث كان بإمكانه ليس فقط قيادة سوليفان هيل ولكن أيضا تل آخر إلى الشرق بعد قصف موقع الإيروكوا ارسل سوليفان قواته إلى بالدوين كريك الذي يطل على التل إلى الشرق شكلت هذه القوات في آخر المطاف خط معركة طرد الإيروكوا من الموقع 
استحوذت الدولة على 330 أكر (130 ها) من الأرض تغطي معظم سوليفان هيل والتي ادارتها في البداية كمحميه حكومية ثم كمتنزه حكومي تم تشييد عمود ضيق من الجرانيت الأبيض يُعرف باسم نصب ساحة معركة نيوتن التذكاري على قمة تل سوليفان في عام 1912 
في 19 يناير 2010 اقترح حاكم ولاية نيويورك ديفيد باترسون إغلاق المنتزه لتقليل العجز المتزايد في ميزانية الولاية  ومع ذلك تم السماح للمنتزه بالبقاء مفتوح بعد إجراء تعديلات الميزانية في جميع انحاء نظام منتزه الولاية.

## روابط خارجية
- متنزهات ولاية نيويورك: Newtown Battlefield State Park